# Lều Quonset

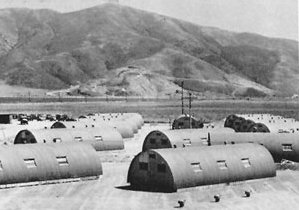
Lều Quonset trước Laguna Laguna, Point Mugu, California, năm 1946.

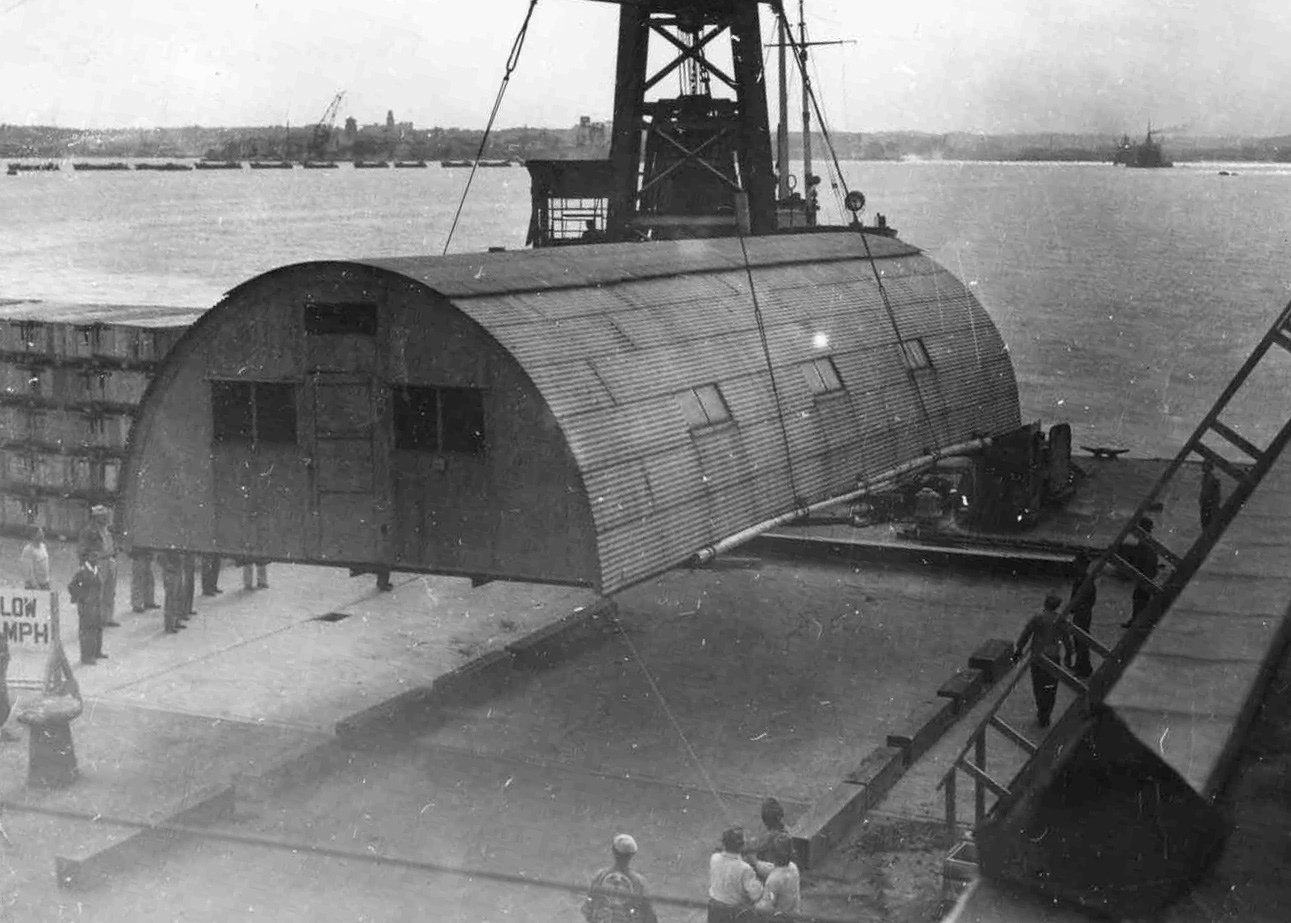
Một túp lều Quonset đang được đưa vào vị trí tại Kho kỹ sư cơ sở 598 ở Nhật Bản, sau Thế chiến II

Lều Quonset /ˈkwɒnsɪt/ là một cấu trúc đúc sẵn của thép mạ kẽm vân sóng trọng lượng nhẹ có mặt cắt ngang hình bán nguyệt. Thiết kế này được phát triển ở Hoa Kỳ, dựa trên lều Nissen được người Anh giới thiệu trong Thế chiến thứ nhất. Hàng trăm ngàn sản phẩm này được sản xuất trong Thế chiến II và số lượng dư của thiết bị quân sự này đã được bán cho công chúng. Tên này xuất phát từ địa điểm sản xuất đầu tiên của các sản phẩm này tại Quonset Point tại Trung tâm Tiểu đoàn Xây dựng Hải quân Davisville ở Davisville, Đảo Rhode.

## Thiết kế và lịch sử
Lều Quonset được nhiều nhà thầu độc lập ở các nước trên thế giới sản xuất, nhưng lần đầu tiên ó được sản xuất vào năm 1941 khi Hải quân Hoa Kỳ cần một tòa nhà nhẹ, đa năng, có thể được vận chuyển đến bất cứ đâu và lắp ráp mà không cần lao động lành nghề. Công ty xây dựng George A. Fuller đã sản xuất chúng, và chiếc đầu tiên được sản xuất trong vòng 60 ngày kể từ ngày ký hợp đồng.